# Iraj Moghaddam
Iraj Moghaddam (2 de julio de 1918 - 13 de febrero de 1979) como ministro y general iraní y ministro de Energía en el gobierno militar de Gholam Reza Azhari

## Primeros años y su posición
Nació alrededor de 1918 en Teherán y se educó en la Escuela Militar de Nezam alrededor de 1934 o 1938 y fue galardonado con el segundo teniente en 1938.
fue ascendido a General de brigada el 1961 y como vicejefe de personal del ejército iraní
el 6 de noviembre de 1978 fue elegido como Ministro de Energía por el General Gholam Reza Azhari y permaneció en el cargo hasta el 13 de enero de 1979
Y cuando Jomeini llegó al poder, se suicidó para evitar ser arrestado el 13 de febrero de 1979 en un campamento militar de Teherán.